# Tockmal
Tockmal, auch Tokamale oder Foctmal, ist eine aufgegebene Siedlung auf der schottischen Hebrideninsel Islay. Tockmal befand sich etwa 500 m entfernt von der Nordwestküste der Halbinsel Oa an den Hängen des Hügels Maol Chnoc. Etwa 300 m nördlich beziehungsweise 1,5 km östlich befanden sich die heute ebenfalls verlassenen Ortschaften Grasdale beziehungsweise Frachdale. Kintra liegt zwei Kilometer in nördlicher Richtung. Nördlich des Siedlungsgebietes zwischen Tockmal und Grasdale verläuft ein Bach, der sich wenige hundert Meter weiter westlich in den Atlantischen Ozean ergießt.

## Geschichte
Die Überreste der Gebäude in Tockmal legen einen Entstehungszeitraum im frühen 19. Jahrhundert nahe. Sie wurden aus Bruchstein erbaut, der mit lehmhaltigen Mörtel verfugt wurde. Nordwestlich befinden sich die Ruinen einer Kapelle, welche auf das 15. Jahrhundert datiert wird, und somit eine Besiedlung zu einem früheren Zeitpunkt nahelegt. Im Jahre 1841 wurden in Tockmal noch 25 Personen gezählt, die sich auf zwei Familien aufteilten. Hiervon waren 13 weiblichen und 12 männlichen Geschlechts. 1851 hatte sich die Einwohnerzahl bereits auf 18 reduziert. Es wird angenommen, dass Tockmal ähnlich wie Lurabus im dritten Viertel des 19. Jahrhunderts aufgegeben wurde. In einer Schlucht am südlichen Rand von Tockmal wurden Spuren gefunden, welche möglicherweise auf die Existenz eines Staudammes und eventuell eines Wasserrades schließen lassen. Westlich der Gebäude befindet sich ein Stein, der Cup-and-Ring-Markierungen zeigt.
Etwa 100 m in nordwestlicher Richtung befinden sich die Ruinen einer Kapelle. Diese maß etwa 8 × 5,6 m2 und lag inmitten eines unregelmäßig geformten Friedhofs. Die Mauern waren durchschnittlich 1,25 m mächtig. 32 m nördlich befinden sich möglicherweise die Überreste der Behausung des Geistlichen.